# ケッテイ
ケッテイ（駃騠）は、オスのウマとメスのロバの間に生まれるウマ科の雑種動物である。外見は、オスのロバとメスのウマの間に生まれたラバと似ている。

## 特徴
ケッテイは、平均的にラバよりわずかに小型である。この2種類の雑種の間に見られる体格差に関しては、多くの考察がなされている。一つはこれが単に生理学的なもので、メスのウマに比べてメスのロバの方が小さいことに起因するというものである。一方、これは遺伝的なものであると主張する人もいる。しかし、アメリカロバ・ラバ協会 (ADMS: American Donkey and Mule Society) は「ケッテイが親から受け継ぐ遺伝子はラバと全く同じである」としている。ただし哺乳類ではゲノム刷り込みによって両親から等しく遺伝子を受け継いでも父親由来か母親由来かで発現に影響を与える遺伝子も存在するためこれはラバとケッティにおいて等しく遺伝子が発現することを意味しない。
ウマ科の子孫の成長度は母親の子宮の大きさに影響されるが、ほとんどの場合ロバはウマより小さく、ケッテイは小さな体格となる。ラバ同様その大きさは様々であるが、これは母親となるロバが、鬐甲 (withers) の部分で24 インチ（約610 mm）ほどの小さなものから、ボデ・デュ・ポアトゥ (フランス語: Baudet de Poitou) のように15 ハンド（60 インチ、1,524 mm）ほどのものまで、様々であるからだ。ケッテイの体格は最も大きな個体でも、おおよそロバの中でも最大の種の大きさまでにしかならない。これに対してラバはウマを母親とするので、ウマの中でも最大の種の大きさ程度まで成長することができる。ラバの中にはかなり巨大な個体も見られるが、それらはベルジアンのような使役馬から生まれたものである。
体格の大きさ以外にも、ラバとケッテイの間にはしばしば差が見られる。ケッテイの頭は、ラバ以上にウマに似ている。しばしば短い耳のケッテイがいるとはいえ、それでもそれらはウマの耳よりは長く、またラバよりもウマに似たたてがみや尾を持つ。毛色の決定はオス親に依存しているため、ケッテイの毛は通常ウマと同じとなる。また、逆にラバはロバの毛色と同じになるのが一般的である。一部のウマやロバが持っている、歩法などのある種の形質は、オスの親から遺伝すると考えられている。このため、多くの人が歩法のできるケッテイを作り出そうとして、歩法のできるオスのウマとメスのロバによる交雑を試みている。

## ケッテイの生産と不妊性
ウマとロバは染色体の数が異なっており（ロバ 62本、ウマ 64本）、ケッテイは生まれにくい。両者の雑種として生まれるケッテイの染色体数は63本となり、不妊である。染色体数が偶数でない場合、生殖機能不全となるのである。ADMSによれば、「ウマ科の雑種は、遺伝子の数が少ない側（ロバ）をオスの親に持つときに生産しやすい。したがってラバに比べてケッテイを生産するのは難しい」という。
オスのケッテイとラバは通常、繁殖行動を抑えて管理しやすくするために去勢される。オスのケッテイやラバもメスとつがいをなすが、不妊である。オスのケッテイやラバが生殖能を有していたという報告はない。
メスのケッテイとラバは必ずしも去勢されるわけではなく、発情するか否かはまちまちである。メスのラバは、純血種のウマやロバとつがいになると子を産むことが知られているが、これは極めてまれである。1527年以降記録に残っているもので、メスのラバから子が生まれた事例は世界中で60件強しかない。一方ADMSによれば、メスのケッテイが子を産んだ事例は1件のみである。
- ラバのメスは母側の遺伝子を100%子孫に伝える。ラバの母親はウマであるので、一般的にラバのメスは子孫に100%のウマの遺伝子を伝える。このため、オスのウマと掛け合わされたメスのラバは、100%のウマを生み、ロバの遺伝子を全く伝えない。
- 1981年に中国で、オスのロバに対して妊娠可能と判明したケッテイのメスが発見された。メスのラバと同様に、メスのケッテイが母側の遺伝子を100%伝えるならば、100%のロバを生むだろうと科学者は予想した。しかし、この中国のケッテイをオスのロバと掛け合わせたところ、"Dragon Foal"（龍の子）と名づけられた、ラバに似た特徴を備えてロバと似たメスの子を産んだ。生まれた子の染色体およびDNAを調べた結果によれば、これまでに文献で知られていない組み合わせであることが分かった。事前に予想されていた、オスのロバから受け継いだロバ-ロバの遺伝子と、メスのケッテイから受け継いだ（母側のロバの遺伝子を100%受け渡すとするならば）ロバ-ロバの遺伝子の組み合わせではないことが分かった。実際の遺伝子はロバ-ロバ/ロバ-ウマであった。つまり、メスのケッテイは父側の遺伝子と母側の遺伝子の混合を子に受け渡した。
- 2003年にモロッコで、オスのロバと掛け合わされたメスのラバが、75%ロバで25%ウマのメスの子を産んだ。DNA検査によれば、中国のケッテイの子と同様に混合した核型であることが分かった。通常のケッテイが63本の染色体を持ち、31対のウマ-ロバの組み合わせと1本のあまりで構成されているのに対して、このモロッコのラバは23対のロバ-ロバ染色体と8対のウマ-ロバ染色体と1本のあまりを持っていることを意味する。
- モロッコでの混合した遺伝子の組み合わせの事例があることから、中国の事例での子の遺伝子が通常のものではないのは、ラバではなくケッテイが母親であるためなのか、あるいはモロッコでの事例のように何か他の要素が働いているのかは分からない。

他にもケッテイが希少である理由がある。メスのロバとオスのウマは、メスのウマとオスのロバの組み合わせに比べて相性が合いにくい。このため、2頭が引き合わされてもつがいとならない場合がある。また、つがいとなった場合であっても、メスのウマがオスのロバと掛け合わされた場合に比べて、メスのロバはオスのウマの種を宿しづらい。さらに、大きなケッテイを生ませるためには、大きなメスのロバを必要とするので、難しい問題が生まれる。大きなロバは次第に貴重なものになってきており、危機に瀕している家畜種であると宣言されている。ロバの所有者は、純粋な大きなロバの生産に高い需要があるので、不妊であるケッテイの生産に貴重な生殖期間を費やしてしまうのを嫌がる。